# Oryctanthus
Oryctanthus é um género botânico pertencente à família Loranthaceae.
Sua distribuição nativa vai do México à América Tropical.